# Aquilone (cacciatorpediniere 1903)
L’Aquilone è stato un cacciatorpediniere della Regia Marina.

## Storia
Nel 1910 l'unità, come del resto tutte le navi gemelle, fu sottoposta a radicali lavori di modifica: l'alimentazione delle caldaie, inizialmente a carbone, divenne a nafta, mentre l'armamento vide la sostituzione dei cannoni da 57 mm con 4 pezzi da 76/40, e dei quattro tubi lanciasiluri da 456 mm con altrettanti da 450 mm. Anche la sagoma della nave fu profondamente modificata: dai due corti e tozzi fumaioli esistenti si passò a tre fumaioli di minori dimensioni e forma più snella.
Inquadrata nella IV Squadriglia Cacciatorpediniere (Turbine, Nembo, Borea), la nave prese parte alla guerra italo-turca. Il 4 maggio 1912 l’Aquilone ed il capoclasse Nembo occuparono l'isola di Lipsos, nel futuro Dodecaneso.
Nel 1914-1918, a seguito di ulteriori modifiche, sulla nave furono installate le attrezzature necessarie a posare mine.

### Prima guerra mondiale
All'entrata dell'Italia nella prima guerra mondiale l’Aquilone faceva parte della V Squadriglia Cacciatorpediniere, di base a Taranto, che formava unitamente ai gemelli Turbine, Nembo, Borea ed Espero. Comandava la nave il capitano di corvetta Elmi-Feoli.
Nel pomeriggio del 23 maggio 1915 l’Aquilone ed il Turbine  lasciarono la base con l'ordine di perlustrare la costa fino all'altezza di Manfredonia, e porsi quindi in pattugliamento. Nelle prime ore del 24 maggio, non appena l'Italia ebbe dichiarato guerra all'Impero austro-ungarico, numerose unità della K.u.K. Kriegsmarine furono inviate, come precedentemente pianificato, a bombardare obiettivi militari e città costiere dell'Adriatico. Alle 4.10 del 24 maggio l’Aquilone avvistò l'esploratore austroungarico Helgoland intento a bombardare Barletta, e diresse per attaccarlo: la nave avversaria interruppe il bombardamento della città, ma si pose all'inseguimento del più piccolo e meno armato Aquilone. In quella fase, intorno alle 4.30, giunse sul posto il Turbine, che, identificato l'esploratore nemico da 9.000 metri e compresa la situazione, diresse a notevole velocità per attaccarlo, onde distoglierlo dall'inseguimento dell’Aquilone e dal bombardamento di Barletta. Vistosi attaccato, l’Helgoland cessò il fuoco contro l’Aquilone, che poté allontanarsi, e diresse invece contro il Turbine (questa unità fu poi affondata in un impari combattimento in seguito all'arrivo di tre cacciatorpediniere austroungarici, lo Csepel, il Tatra ed il Lika).
Il 31 maggio 1916 l’Aquilone salpò da Brindisi insieme alla torpediniera Centauro, costringendo alla ritirata – insieme all'incrociatore ausiliario Città di Siracusa ed al cacciatorpediniere Ardito – i cacciatorpediniere austro-ungarici Orjen e Balaton, che avevano attaccato lo sbarramento del canale d'Otranto ed affondato il «drifter» Beneficent.
Il 23 agosto dello stesso anno l’Aquilone (comandante Farina) salpò da Valona e partecipò allo sbarco ed all'occupazione di Porto Palermo, in Albania, trasportando e sbarcando un plotone di marinai dell'incrociatore corazzato Francesco Ferruccio (presero parte all'operazione anche il vecchio incrociatore torpediniere Minerva, il dragamine Taide e due cannoniere): l'operazione si svolse senza intoppi, dato che il piccolo presidio di gendarmi greci si ritirò senza opporre resistenza.

### Torpediniera
Nel primo dopoguerra la nave subì nuove modifiche alle sovrastrutture, che comportarono la rimozione di uno dei tre fumaioli e l'arretramento della sovrastruttura della plancia.
Declassato a torpediniera nel corso del 1921, l’Aquilone fu radiato nel 1923 ed avviato alla demolizione.